# Sionförsamlingen i Vasa
Sionförsamlingen i Vasa (Sion Vasa) är en pingstförsamling i Vasa i Österbotten i Finland. Församlingen grundades den 2 maj 1926 och fick namnet Sionförsamlingen. Första kyrkan invigdes 1934 på Vörågatan 13 i Vasa. Lokalerna på Skeppsgatan 11 invigdes 1981.

## Föreståndare
- 1926–1930: C. M. Söderman
- 1929–1932: Hilding Söderholm
- 1932–1935: C. M. Söderman
- 1935–1937: J. A. Lindqvist
- 1938–1941: Alfons Andström
- 1941–1946: Herbert Gustavson
- 1946–1956: A. W. Rosenberg
- 1957–1968: Gösta Bergstén
- 1968–1980: Arne Herberts
- 1980–1984: Jean-Erik Mårtensson
- 1984–1989: Sven Juth
- 1989–1990: Dan Bertlin
- 1992–1994: Kenneth Pettersson
- 1998–2017: Stefan Sigfrids
- 2017–ff: Anders Olin